# Nikolaos Andriakopulos
Nikolaos Andriakopoulos (řecky Νικόλαος Ανδριακόπουλος, narozen roku 1878, Patra — datum úmrtí neznámé) byl řecký gymnasta, olympijský vítěz ve šplhu z prvních moderních olympijských her v Athénách v roce 1896. Byl členem spolku Panachaikos Gymnastikos Syllogos.

## Letní olympijské hry 1896
Andriakopulos soutěžil v roce 1896 na letních olympijských hrách v Athénách ve šplhu na laně. Spolu s krajanem Thomasem Xenakisem byli jediní z pěti účastníků, kteří zdolali po laně celou cestu až na vrchol, dlouhou 14 metrů. Andriakopulos skončil v čase 23,4 sekundy, což znamenalo vítězství v souboji s Xenakisem a zisk zlaté medaile (tehdy se však udělovala za první místo medaile stříbrná). Toto byla poslední řecká zlatá medaile v gymnastice až do roku 1996, kdy Ioannis Melissanidis zvítězil v prostných na olympiádě v Atlantě (USA).
Byl také v týmu, který soutěžil v paralelní soutěži družstev ve šplhu na tyči. V této soutěži, kde byl Andriakopulos členem Panellinios Gymnastikos Syllogos, se s tímto týmem umístil na druhém místě.